# Азади (стадион)
Стадион «Азади́» (перс. ورزشگاه آزادی‎ / Varzišgâhe Âzâdi, букв. Свобода; название в 1971—1979 годах «Арьяме́хр» перс. ورزشگاه آریامهر‎ / Varzišgâhe Âryâmehr, букв. Арийский свет) — многофункциональный стадион, расположенный в столице Ирана — Тегеране. Является крупнейшим по вместимости стадионом Ирана, и одним из самых вместительных и крупных стадионов мира. В настоящее время вмещает в себя 78 116 зрителей. В 1973—2003 годах вмещал в себя 100 000 зрителей. Удерживал титул крупнейшего стадиона в мире с 1971 по 1984 годы. Расположен на западе Тегерана, южнее олимпийской деревни и является частью Спорткомплекса «Азади», построенного к VII Азиатским играм 1974 года.

## Расположение и транспорт
Стадион и спорткомплекс «Азади» находятся в западной части Тегерана, около жилого и бизнес района Экбатана. Стадион имеет два главных входа, которые расположены со стороны улиц Фердоус (западный вход) и Фарханган (восточный вход). Ближайшая к стадиону станция тегеранского метрополитена — «Стадион Азади». В подземной парковке стадиона имеется 400 мест, а вокруг стадиона около 10 000 мест для автомобилей.

## История и общая информация

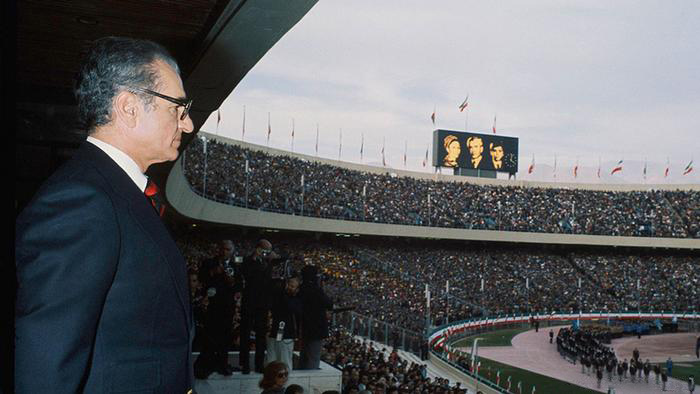
Шахиншах Ирана Мохаммед Реза Пехлеви во время открытия Азиатских игр 1974 года.

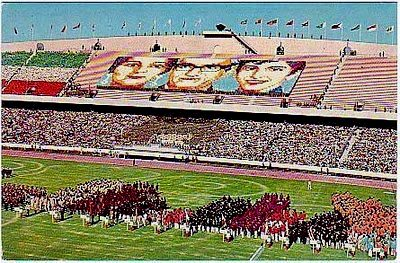
Официальное открытие Азиатских игр на стадионе «Арьямехр».

Строительство стадиона было начато в октябре 1970 года иранской строительной компанией Arme Construction Company. Вместе с стадионом было начато строительство олимпийской деревни и спорткомпплекса «Арьямехр». Название стадиона было аналогично с названием спорткомплекса и переводится с персидского как Арийский свет. Данное название стадион и спорткомплекс носили вплоть до 1979 года. После исламской революции в Иране, название стадиона и спорткомплекса было переименовано в «Азади», что в переводе с персидского означает Свобода. Архитектором стадиона является известный иранский архитектор — Абдул-Азиз Мирза Фарманфармаиан.
Стадион был построен специально для проведения VII Азиатских игр 1974 года. Строительство стадиона завершилось в 1973 году, а открытие стадиона состоялось 18 октября того же года. Общая стоимость строительства обошлось государству в 2 миллиарда 578 миллионов 183 тысячи 966 туманов. В 1977 году на стадионе и спорткомплексе планировалось проведение Летних Олимпийских игр 1984 года и Иран подал заявку на право проведения игр, но политическая нестабильность и последующая революция вынудили властей снять заявку.
В ноябре 1975 года на полном стадионе провёл концерт известный американский певец Фрэнк Синатра. В разные годы на стадионе проводили концерты многие звёзды мировой величины.
1971 по 1984 годы стадион «Азади» являлся крупнейшим в мире стадионом, с вместимостью в 100 000 зрителей. Вплоть до 2003 года стадион вмещал 100 тысяч зрителей. После реконструкции 2002—2003 годов (в эти годы на стадионе проводилась масштабная реконструкция), стадион стал вмещать 95 225 зрителей. В 2012 году вместимость стадиона сократилась до 84 412 мест, а начиная с 2016 года стадион вмещает в себя 78 116 зрителей.
Непосредственно стадион является центральной частью большого спортивного комплекса «Азади», из нескольких меньших стадионов, велотрека, тира, теннисных кортов, волейбольных площадок, плавательного бассейна, тренажёрных залов и других спортивных объектов, общая площадь которого — около 3 миллионов м².

## Домашние команды и болельщики

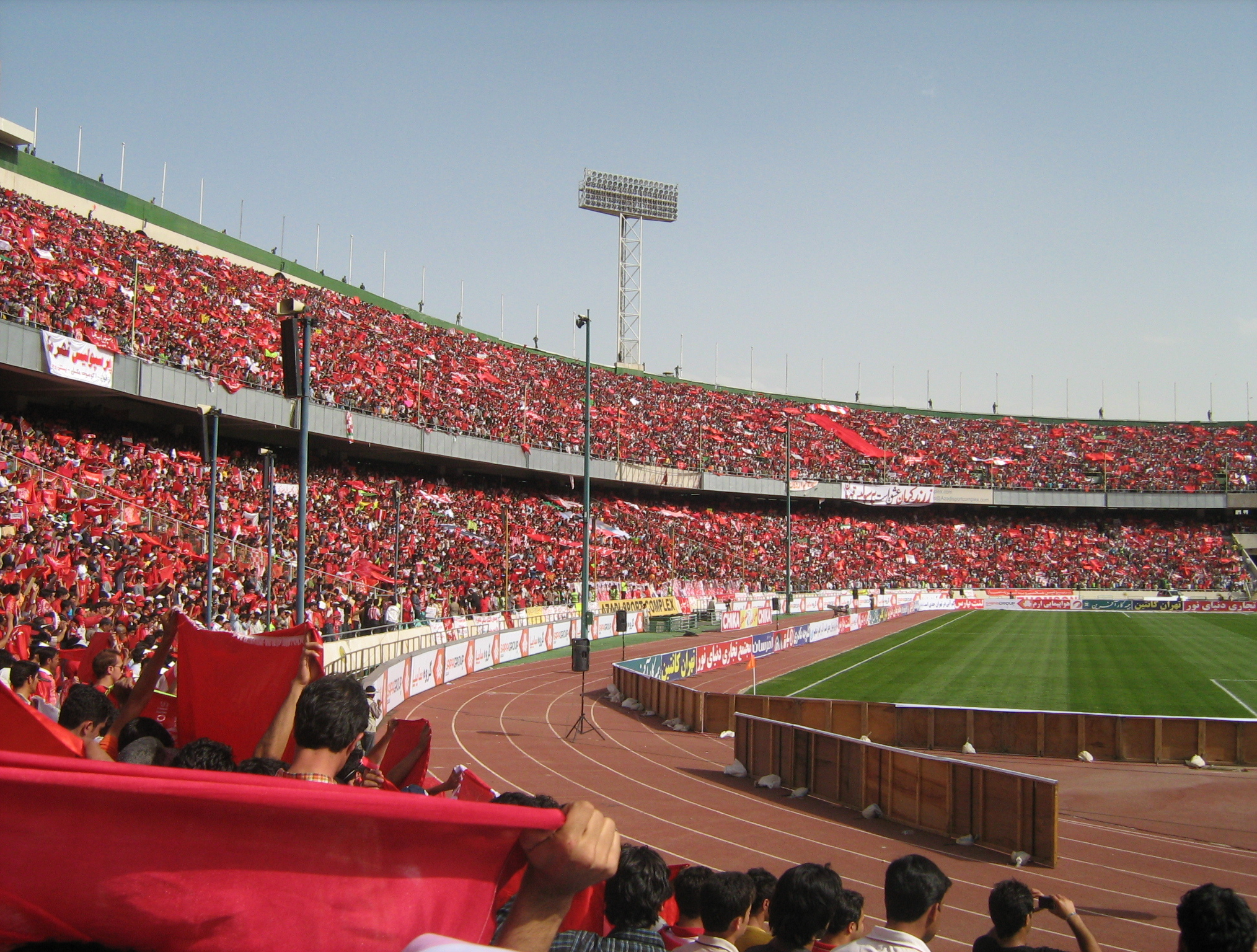
Болельщики «Персеполиса»

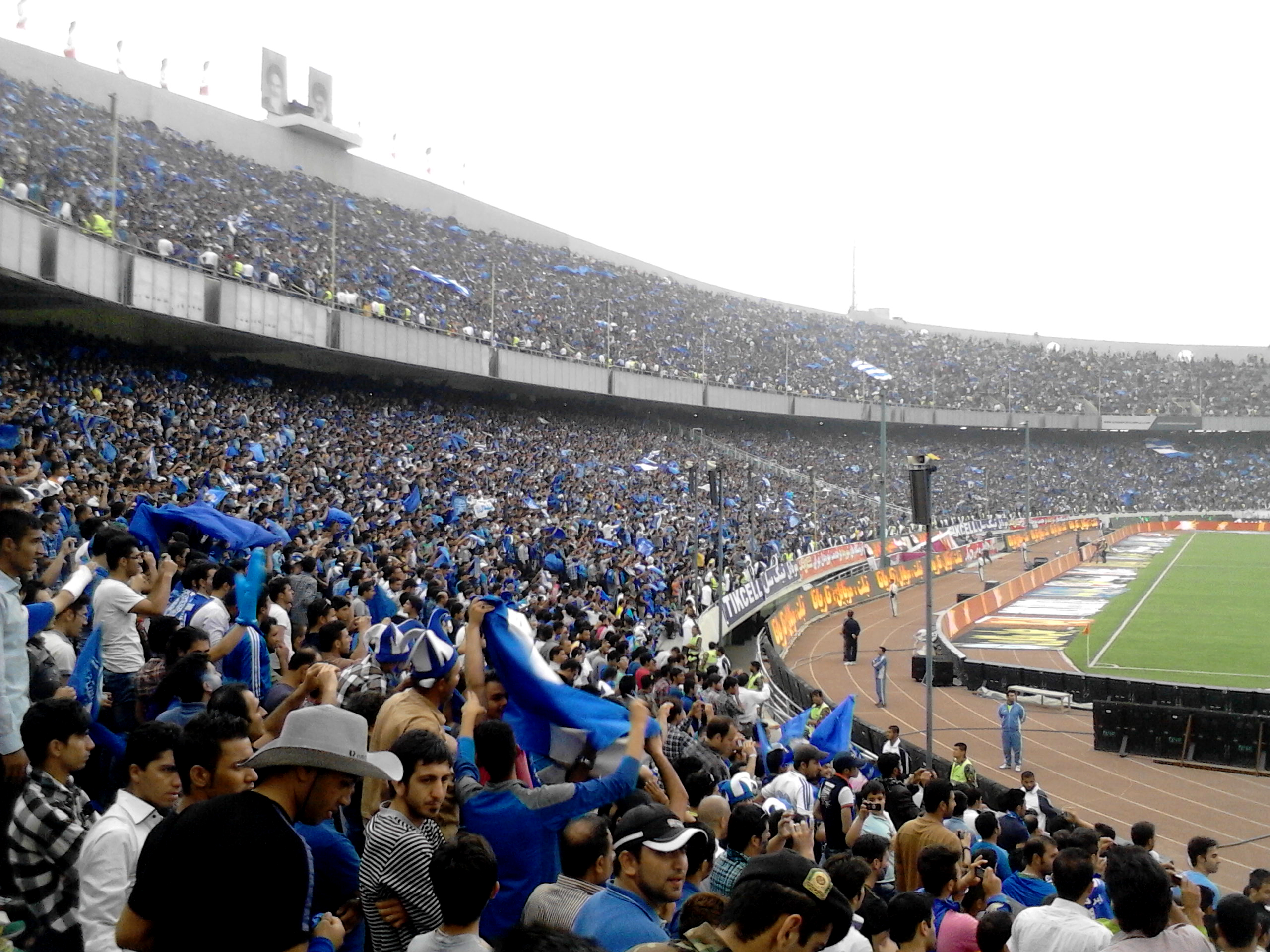
Болельщики «Эстегляля»

На стадионе «Азади» проводят свои домашние матчи национальная сборная Ирана, футбольные клубы «Персеполис» и «Эстегляль». Также на этом стадионе проводят свои некоторые домашние матчи различные по возрасту сборные Ирана и женская сборная.
Стадион известен в Азии атмосферой во время футбольных матчей. Во время каждого тегеранского дерби между клубами «Персеполис» и «Эстегляль», стадион заполняется до отказа. Болельщики «Персеполиса» традиционно используют красно-белый цвет, а болельщики «Эстегляла» сине-белый. Также отмечается что во время матчей с полными трибунами, данный стадион является одним из самых шумных в мире. Рекордное количество зрителей на стадионе было зафиксировано 22 ноября 1997 года во время первого матча межконтинентального раунда на право участвовать на чемпионате мира 1998 года во Франции между сборными Ирана и Австралии (матч закончился со счётом 1:1, а ответный матч в Австралии со счётом 2:2, что обеспечило сборной Ирана путёвку на ЧМ-1998). Тогда матч посетили 128 000 человек, что на 28 тысяч человек больше чем максимальная вместимость стадиона. Из-за этого многие болельщики смотрели матч стоя. После этого было решено сделать систему, при которой во время рекордных посещений стадион вмещающий 100 000 зрителей мог при необходимости увеличить места (стоячие) на 20 000, тем самым став 120 тысячным стадионом (данная система была упразднена во время реконструкции 2002—2003 годов).
Данное нововведение было оправдано в последующие годы. Так, во время тегеранского дерби, финалов Кубка Ирана и некоторых матчей чемпионата Ирана и Лиги чемпионов АФК, на стадионе присутствовало более 100 000 зрителей. Очередные рекорды были зафиксированы во время того же тегеранского дерби, во время матчей сборной Ирана со сборными Германии, Саудовской Аравии, Ирака, Таджикистана, Узбекистана, Южной Кореи и Японии. Также во время матчей иранских клубов против клубов Саудовской Аравии, Катара, ОАЭ, Ирака, Узбекистана, Китая, Южной Кореи и Японии, стадион заполняется до отказа. Из иранских клубов наибольшее количество болельщиков собирается на матчи «Персеполиса» и «Эстегляла» против тебризского «Трактор Сази», ахвазского «Фулада», исфаханских клубов «Сепахан» и  «Зобахан», а также других команд.

## Галерея

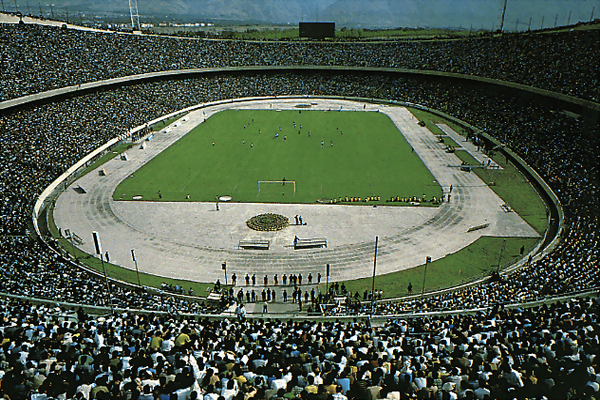
Стадион полный болельщиками
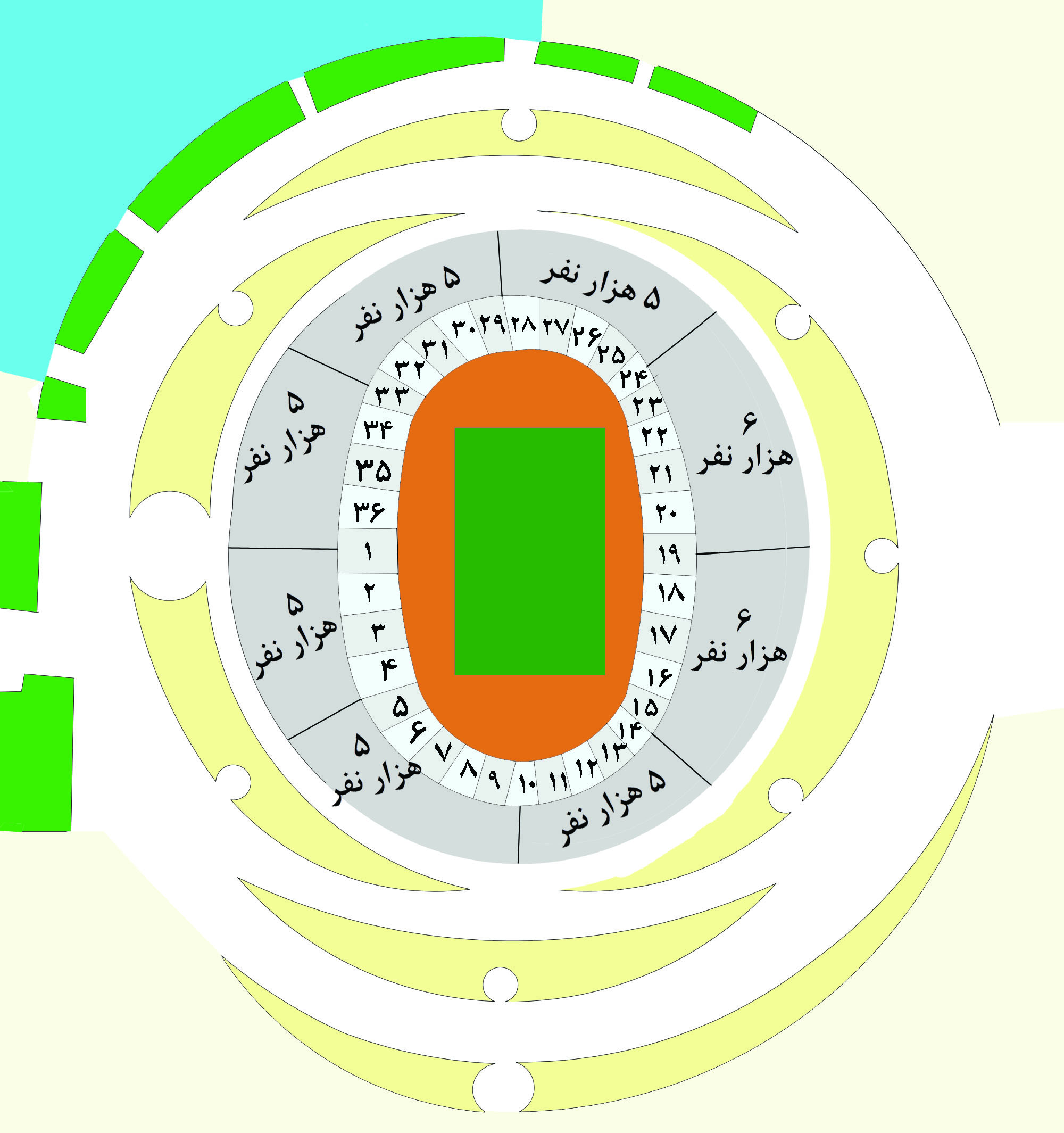
План стадиона сверху.
Торжества на стадионе «Азади».
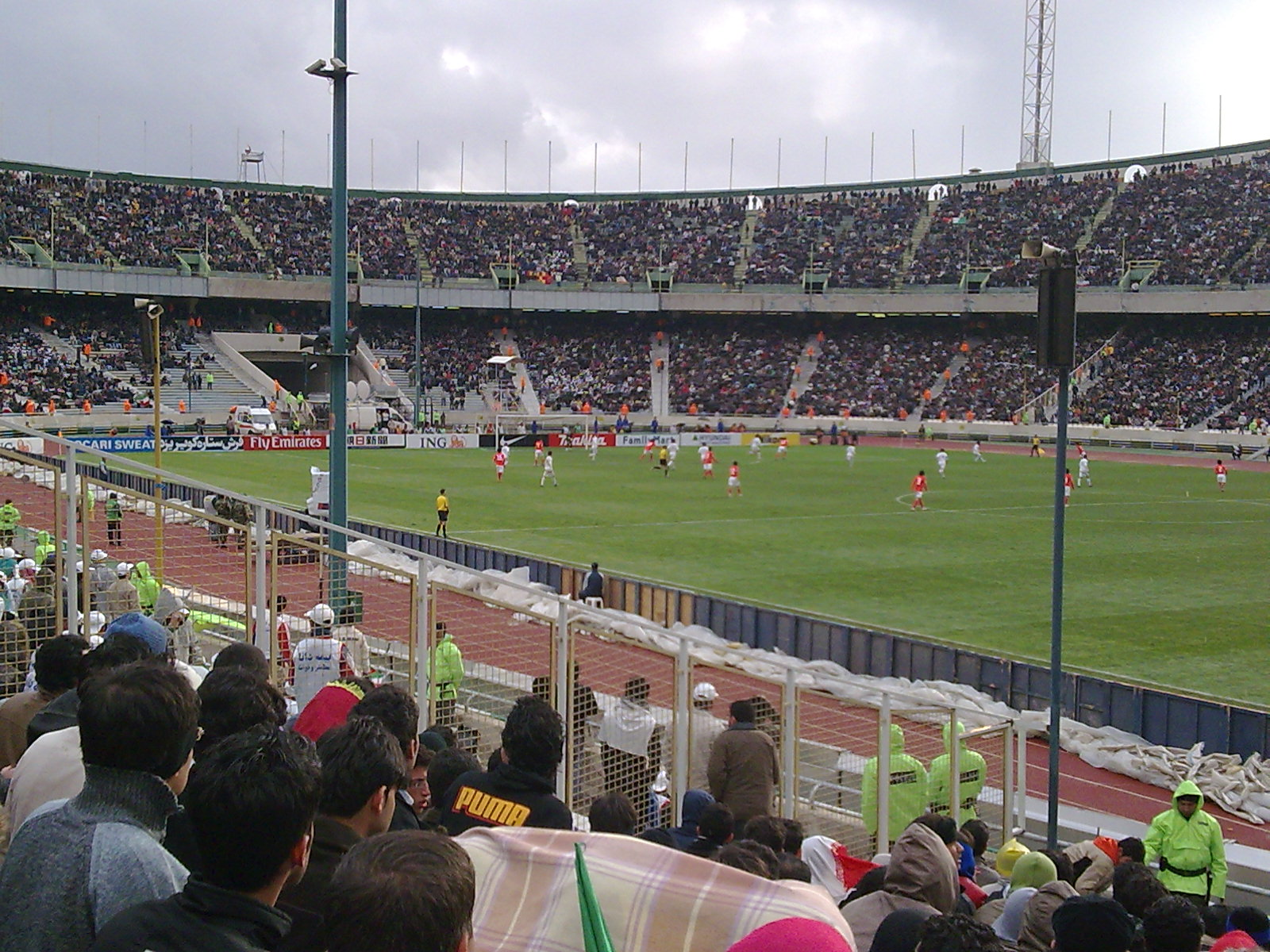
Матч между сборными Ирана и Южной Кореи, 2009 год.
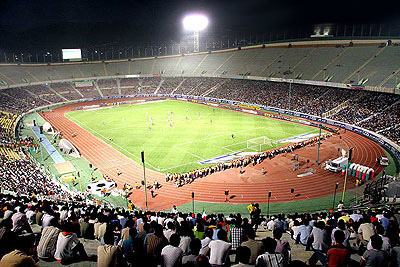
Вид на стадион «Азади» во время футбольного матча
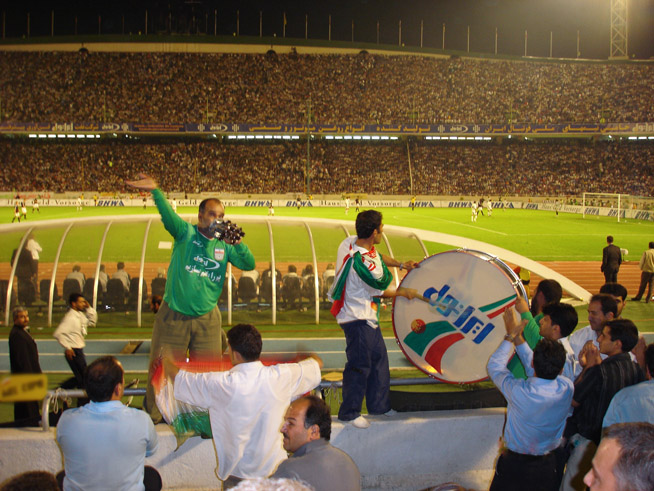
Болельщики сборной Ирана во время матча Иран — Германия, 2004 год.
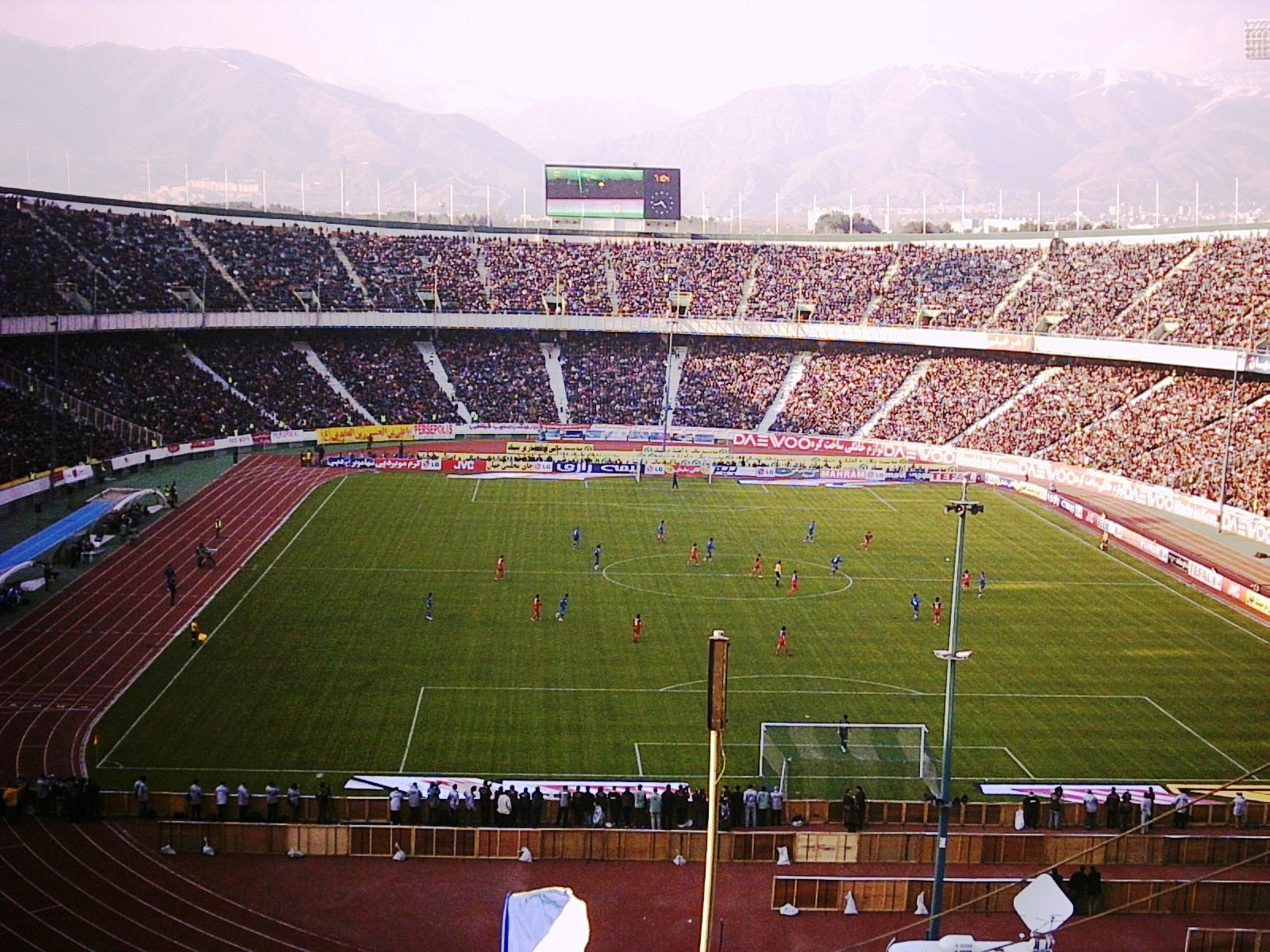
Болельщики во время тегеранского дерби между клубами «Персеполис» и «Эстеглаль», 2009 год.